# مدرسة لايبزغ الدولية
مدرسة لايبزغ الدولية هي مدرسة دولية خاصة تقع في لايبزيغ، ألمانيا.

## الروابط الخارجية
1. ↑  Brief History of the LIS LIS homepage, viewed on 6 October 2015 نسخة محفوظة 05 مارس 2017 على موقع واي باك مشين.

- Leipzig International School on howtogermany.com